# Roniwalter Jatobá
Roniwalter Jatobá de Almeida Campanário, 22 de julho de 1949) é um escritor, contista, romancista e cronista brasileiro.

## Origem e formação
Roniwalter nasceu em Campanário, no estado de Minas Gerais. Em 1960, aos onze anos, muda-se com a família para Bananeiras, Bahia, e conclui seus estudos secundários em Campo Formoso, no mesmo estado. Incentivado por seus professores, em 1961, escreve poemas inspirados no poeta Augusto dos Anjos (1884-1914). Em 1964, concluiu o ensino ginasial. Aos 15 anos começa a trabalhar com o pai transportando mercadorias em caminhão. Por alguns anos perambulou muito pelo sertão baiano, dirigindo um caminhão Ford e lendo nas muitas horas vagas. 
Em 1970, após servir o exército em Salvador, foi para a cidade de São Paulo. Trabalhou como operário na Karmann-Ghia, no ABC, enquanto morava ao lado da Nitroquímica, em São Miguel Paulista. Entrou para a Editora Abril no final de 1973, na área gráfica e é transferido para a redação de uma das revistas do grupo. Matricula-se na faculdade de jornalismo, em 1975. Sua estréia literária ocorre em 1976, com os contos de Sabor de Química. Em 1980 colabora com jornais e escreve crítica literária para a Folha de S.Paulo. Dez anos depois cria a Oficina da Palavra da Secretaria de Estado da Cultura de São Paulo e assume a diretoria da União Brasileira de Escritores - UBE. Jatobá tem na vida proletária seu universo de criação. Tem contos publicados na Alemanha, Suécia e Itália.

## Obras publicadas
Publicou, entre outros, os livros Sabor de química (1977, Prêmio Escrita de Literatura), Crônicas da vida operária (1978, finalista do Prêmio Casa das Américas), Filhos do Medo (1980), Viagem à montanha azul (1982), O pavão misterioso e outras memórias (1999, finalista do Prêmio Jabuti), Paragens (2004, finalista do Prêmio Jabuti), Trabalhadores do Brasil: histórias do povo brasileiro (1998, organizador) e Viagem ao outro lado do mundo (2009). Pela Editora Nova Alexandria, publicou Rios Sedentos (2006), voltado para o público infantojuvenil, Contos Antológicos (2009) e, para a coleção Jovens sem fronteiras, O jovem Che Guevara (2004), O jovem JK (2005), O jovem Fidel Castro (2008), O jovem Luiz Gonzaga (2009) e O jovem Monteiro Lobato (2012). Também publicou, pela mesma editora, em 2012, o livro Cheiro de chocolate e outras histórias. No mesmo ano, publicou pela Editora Positivo, o livro Alguém para amar a vida inteira.
Em antologias: Assim escrevem os paulistas (Alfa Omega, São Paulo, 1977); Zitronengas: Neue Brasilianiche Ersalhler (Kiepenheuer & Witsch, Alemanha Ocidental, 1982); Espelho mágico (Guanabara, Rio de Janeiro, 1985); Um prazer imenso (Record, Rio de Janeiro, 1986); Amor à brasileira (Traço, São Paulo, 1987); Erkundungen, 38 Brasilianiche Erzahler (Verlag Volk und Welt Berlim, Alemanha Oriental, 1988); Memórias de Hollywood (Nobel, São Paulo, 1988); Contralamúria (Casa Pindaíba, São Paulo, 1994); Trabalhadores do Brasil -- Histórias do povo brasileiro (reunião dos 40 dos maiores autores brasileiros em contos sobre o trabalho neste século, Geração Editorial, São Paulo, 1998; organizador); Com palmos medida (Fundação Perseu Abramo e Editora Boitempo, São Paulo, 1999), Os apóstolos (Nova Alexandria, São Paulo, 2002), Pátria Estranha - histórias de peregrinações e sonhos (Nova Alexandria, São Paulo, 2002).